# Калюта Вілен Олександрович
Вілен Олександрович Калюта  (22 жовтня 1930, Гуляйполе — 3 листопада 1999, Київ) — радянський і український кінооператор, член-кореспондент Академії мистецтв України (з 1997 року), член Спілки кінематографістів України, президент Гільдії кінооператорів України. Заслужений діяч мистецтв України (1995).

## Життєпис
Народився 22 жовтня 1930 року у місті Гуляйполі (тепер Запорізької області). У 1952 році з відзнакою закінчив Васильківське військове авіаційно-технічне училище, де йому пророкували блискучу кар'єру. Але, за іронією долі, очікуючи у Києві чи то переатестації, чи то проходячи лікарську комісію, він навідався у 1955 до старого приятеля по льотним справам на Кіностудію ім. О. Довженка — і затримався там на все життя.
У 1960 році закінчив курси операторів Київської кіностудії імені О. П. Довженка, проте вищої освіти ніколи не здобув, що й виявилося неважливим, оскільки, знявши фільм-шедевр національного кінематографу Ю. Іллєнка «Білий птах з чорною ознакою», він став знаменитим.
Кінокартина М. Михалкова «Стомлені сонцем» (1994), кінооператором якої був В. Калюта, у 1995 році отримала кінопремію «Оскар» у номінації «Найкращий зарубіжний фільм»; раніше, у 1993 році, картина М. Михалкова «Урга — територія кохання» (1991, оператор-постановник — В. Калюта) також номінована на «Оскара» у тій же категорії.
1999 року нагороджений почесним призом Київського міжнародного кінофестивалю «Молодість» «За внесок у світове кіномистецтво».
До роботи над своїми картинами його запрошували такі режисери, як Роман Балаян, В'ячеслав Криштофович, Олександр Адабашьян, Микита Михалков і — до співпраці навіть знаменитий Кірк Дуглас. Працював на Київській кіностудії ім. О. П. Довженка, на студіях «ТРИТЭ» (Москва), «Camera One» (Франція).

Могила Вілена Калюти

Помер в Києві 3 листопада 1999 року. Похований в Києві на Байковому кладовищі (ділянка № 49а).

## Фільмографія
Зняв стрічки:
- «Ластівка» (1957, асистент оператора)
- «Прощавайте, голуби» (1960, 2-й оператор)
- «Повернення Вероніки» (1964, 2-й оператор)
- «Над нами Південний хрест» (1965, 2-й оператор)
- «Дні льотні» (1965, 2-й оператор)
- «Вечір на Івана Купала» (1968, 2-й оператор)
- «Поштовий роман» (1969, 2-й оператор)
- «Чи вмієте ви жити?» (1970, 2-й оператор)
- «Погань» (1990, художній керівник оператора)

Оператор-постановник:
- «Всюди є небо» (1966, у співавт.)
- «Білий птах з чорною ознакою» (1970, Золота медаль VII Міжнародного кінофестивалю, Москва, 1971)
- «Наперекір усьому» (1972)
- «Мріяти і жити» (1974)
- «Хвилі Чорного моря» (1975, т/ф, 4 а, у співавт.)
- «Бірюк» (1977)
- «Чекайте зв'язкового» (1979)
- «Скляне щастя» (1979, т/ф)
- «Дрібниці життя» (1980, т/ф)
- «Будемо чекати, повертайся» (1981, т/ф)
- «Польоти уві сні та наяву» (1982)
- «Легенда про княгиню Ольгу» (1983. Приз на найкращу операторську роботу XVII Всесоюзного кінофестивалю, Київ, 1984)
- «Поцілунок» (1983)
- «Два гусари» (1984)
- «Бережи мене, мій талісмане» (1986)
- «Смиренний цвинтар» (1989)
- «Приятель небіжчика» (1997)
- «Ода ботаніці» (1999)

На Кіностудії «Мосфільм» фільми М. Михалкова:
- «Урга — територія кохання» (1991)
- «Стомлені сонцем» (1994, Премія Американської кіноакадемії «Оскар» за найкращий іноземний фільм року, 1995)

## Пам'ять
- У 2001 році Сергій Буковський зняв документальний фільм про оператора під назвою «Вілен Калюта. Реальне світло».

## Премії та звання
- 1984 — приз за найкращу операторську роботу на ВКФ (СРСР) у фильмі «Легенда про княгиню Ольгу»;
- 1987 — Державна премія СРСР за фільм «Польоти уві сні та наяву»;
- 1990 — нагороджений орденом «Знак Пошани»;
- 1993 — Державна премія Росії за фільм «Урга — територія кохання»;
- 1993 — Приз за операторську майстерність за фільм «Урга — територія кохання» на МКФ в м. Шалоне (Франція);
- 1994 — Приз Балтійського банку найкращому оператору за фільм «Втомлені сонцем» на МКФ «Янтарна пантера» в Калінінграді;
- 1995 — Державна премія Росії за фільм «Втомлені сонцем».
- 1995 — Заслужений діяч мистецтв України
- 2000 — Лауреат Шевченківської премії
- Володар призів «Золоте плато», «Золотий тюльпан», «Золотий лев», «Золотий глобус», «Золота пантера», гран-прі Канського та Венеціанського міжнародних кінофестивалів